# John Henry Pratt
Pour les articles homonymes, voir John Pratt (homonymie) et Pratt.
John Henry Pratt (4 juin 1809– 28 décembre 1871) est un géodésiste et pasteur anglais. Par ses recherches sur l’anomalie géodésique entre l’Himalaya et la péninsule indienne, il mit en évidence la stratification du manteau terrestre.

## Biographie
John Pratt naquit à St Mary Woolnoth (Londres, Angleterre) le 4 juin 1809. Sa mère fut Elizabeth Jowett et son père Josiah Pratt, un vicaire de l'Église d'Angleterre. John était élève de l'Oakham School à Rutland avant de s'inscrire, en 1829, au Gonville and Caius College de l'université de Cambridge. Il y fit des études brillantes et obtint son B.A. en 1833. En 1836 il obtint un M.A. du Christ's and Sydney Sussex College. Le père de John était secrétaire de la Société missionnaire de l'Église anglicane (Church Missionary Society) et John avait toujours vécu dans un milieu religieux. À la fin de ses études universitaires, il éprouvait donc le besoin de se consacrer lui-même à des tâches de missionnaire, tout en effectuant aussi des recherches scientifiques. Ainsi, il fut nommé en 1838 chapelain auprès de la Compagnie anglaise des Indes orientales (East India Company) et séjourna en Inde jusqu'à la fin de sa vie, tout d'abord comme chapelain de Daniel Wilson, l'évêque de Calcutta puis, en 1850, en tant qu’archidiacre de Calcutta. 
Sa première œuvre scientifique, publiée en 1836, s'intitule The mathematical principles of mechanical philosophy (Les principes mathématiques du mécanisme). Il a révisé ce travail en 1842 puis, après diverses augmentations, l'a republié en 1860 sous le titre On attractions, Laplace's functions and the figure of the Earth (Sur les attractions, les fonctions de Laplace et la figure de la Terre). Comme le titre l'indique, cette œuvre de Pratt étudiait la forme de la Terre. Il admettait que la Terre se comportait comme un fluide et montra, comme Newton l'avait fait avant lui, que la forme résultante serait un sphéroïde aplati aux pôles. Pour la différence entre les diamètres équatorial et polaire il trouvait une valeur de 26,9 milles, soit 43,3 kilomètres, proche de la valeur actuellement admise de 42,8 kilomètres. 
La contribution suivante de Pratt à la science géodésique fut motivée par les résultats des mesures effectuées par George Everest entre 1818 et 1843 dans le cadre d'une triangulation de l'Inde, publiés en 1847. Ce levé géodésique incluait les mesures d'un arc de méridien s'étendant des Himalayas au cap Comorin, le point le plus méridional du sous-continent indien. Everest constata qu'il existait une légère différence entre la valeur de cet arc obtenue par ses mesures et la valeur du même arc basée sur des méthodes astronomiques, mais attribua cet écart à des erreurs de mesure. Pratt, toutefois, envisagea des raisons différentes permettant de rendre compte de cet écart. Il tint compte du fait que la masse des Himalayas devait exercer sur le fil à plomb une attraction horizontale qui devait dévier légèrement la direction de la ligne du fil à plomb (c'est–à-dire la verticale du lieu) par rapport à la direction qu'elle aurait sans la présence des masses montagneuses. Toutefois, en calculant l'effet de cette attraction gravifique horizontale, Pratt trouva qu'elle n'expliquait pas la différence découverte par Everest, comme il l'avait espéré. Au contraire, ses calculs indiquaient qu'Everest aurait dû trouver une différence plus grande. Pour expliquer ce résultat assez paradoxal a priori, Pratt postula en 1855 des différences de densité dans la croûte terrestre, à savoir des masses volumiques plus faibles sous les montagnes et des masses volumiques plus grandes sous les terres basses. De cette manière, il parvint aussi à expliquer les valeurs pratiquement constantes de la pesanteur mesurées en des lieux d'une latitude donnée, explication fournie dans son livre de 1860 cité plus haut. 
Comme il se doit à un homme d'Église, Pratt a aussi publié des ouvrages religieux. Ainsi son livre Scripture and science not at variance (La Sainte Écriture et la Science ne sont pas en désaccord), dont l'édition originale date de 1856 fut un ouvrage populaire qui connut beaucoup d'éditions. Il édita aussi des notes de son père Josiah Pratt Notes of discussion on religious topics at meetings of the Eclectic Society, London, during 1798–1814 (Notes de discussion sur des sujets religieux lors de réunions de la Société Éclectique, Londres, de 1798 à 1814). Il fut élu
membre de la Royal Society en 1866 et mourut le 28 décembre 1871 de choléra lors d'une visite à Ghazipur (Inde)

## Œuvres
- The mathematical principles of mechanical philosophy, London (1836).
- On the attraction of the Himalaya Mountains and of the elevated regions beyond them, Phil. Trans. Roy. Soc. London, 145 (1855), 55–100.
- On the effect  of local  attraction upon  the plumb-line  at  stations of the English Arc of the Meridian,  between Dunnose  and Burleigh Moor; and a method of computing its amount, Phil. Trans. Roy. Soc. London, 146 (1856), 31–52.
- Scripture and science not at variance, London (1856).
- On attractions, Laplace's functions and the figure of the Earth, London (1860).
- On the deflection of the plumb-line in India, caused by  the attraction of the Himalaya Mountains and  of the elevated regions beyond, and its modification of compensating effect of a deficiency of matter below the mountain mass, Phil. Trans. Roy. Soc. London, 149 (1860), 745–778.
- On the constitution of the solid crust of earth, Phil. Trans. Roy. Soc. London, 161 (1872), 335–357.